# 182 (số)
182 (một trăm tám mươi hai) là một số tự nhiên ngay sau 181 và ngay trước 183.